# Os Caras de Pau
Os Caras de Pau é um sitcom humorístico brasileiro produzido pela TV Globo e exibido aos domingos de 4 de abril de 2010 até 3 de fevereiro de 2013, sendo que entre 2006 e 2009 o programa foi exibido como um especial de fim de ano da emissora, além de, anteriormente, ter sido um quadro do Zorra Total. Teve autoria original de Claudia Souto e Márcio Trigo, e foi estrelado pela dupla Leandro Hassum e Marcius Melhem, que interpretaram os personagens Jorginho e Pedrão, respectivamente. O programa também  contava com um elenco fixo de coadjuvantes,
que interpretavam diversos personagens diferentes, que acompanhava os protagonistas ao longo dos episódios. Foram ao ar 115 episódios, exibidos em três temporadas.

## Produção

### Criação
Após o sucesso da dupla Pedrão e Jorginho no quadro Os Seguranças, iniciado em 2004 no humorístico Zorra Total, a dupla ganhou um espaço na grade da programação da Rede Globo. O programa teve início como um especial de fim de ano com a platéia realizado pela Globo em 2006, mas começou a se destacar no ano de 2010, quando ganhou horário fixo na grade de domingo. Leandro Hassum e Marcius Melhem que completavam dez anos de parceria no ano de 2010 ganharam um presente, pois o programa registrou bons índices de audiência e espaço na emissora no ano de 2011. O programa teve início com esquetes, tais que foram escolhidas as melhores pelo público para a criação do primeiro DVD da dupla. Resultado disso, houve a criação de um programa leve e de muito bom gosto, pois não se tratava de algo forçado, mas de um programa com roteiro e com gente que sabe o que faz. No ano de 2010, o reconhecimento veio, pois o humorístico ganhou prêmio Extra de TV na categoria de melhor programa humorístico, e os interpretes Leandro Hassum e Marcius Melhem também conquistaram prêmios de melhores humoristas do ano, pelo Meus Prêmios Nick e Melhores do Ano. Em 2011, o programa atingiu o ápice do sucesso, conquistando o Prêmio Internacional "Montreux Comedy Awards" na Suíça.
Inspirações
O programa foi criado em inspirações nas grandes duplas de humor como O Gordo e o Magro, Jerry Lewis e Dean Martin, Didi e Dedé e Abbott e Costello. Também no filme The Blues Brothers (conhecido no Brasil como Os Irmãos Cara-de-Pau) onde foi tirada a ideia das roupas de Pedrão e Jorginho. O programa também inspirou - se em cenas de outros humorísticos, como Mr. Bean.

### Filmagens
Os Caras de Pau foi filmado na cidade do Rio de Janeiro, nos estúdios da Central Globo de Produção, onde havia uma cidade cenográfica da série. Alguns episódios tiveram gravações externas, como "O Pecado Mora em Frente" e "Dois Perdidos numa Praia Limpa", filmados em uma praia em Fortaleza. Já o episódio Um Programa de Presente, gravado na Suiça, foi o primeiro e único episódio da série filmado fora do Brasil.

### Abertura
A sequência de abertura era composta pelas melhores cenas iniciais de cada temporada da série, exibidas em preto e branco (em referência ao traje principal da dupla) que são escolhidas pela produção,  e conta com o elenco principal da série. A sequência é composta por trechos da temporada que está no ar. No final da abertura, aparece o letreiro "Os Caras de Pau", rodando entre si e depois se encontrando, formando o logo da série. Já na temporada 2012, a abertura é com Pedrão e Jorginho em várias situações, como fugindo de cães, jogando boliche, etc. Nessa abertura foi usada o efeito especial de televisão, o Chroma Key.

### Conteúdo na web
No início da série, a Rede Globo criou um site online voltado para a série. No site há informações sobre os enredos dos episódios, sobre os personagens, vídeos e fotos.

## Elenco

### Principal
| Ator           | Personagem | Temporadas | Temporadas | Temporadas |
| Ator           | Personagem | 1 2010     | 2 2011     | 3 2012     |
| -------------- | ---------- | ---------- | ---------- | ---------- |
| Leandro Hassum | Jorginho   |            |            |            |
| Marcius Melhem | Pedrão     |            |            |            |

### Recorrente
| Ator              | Personagem         | Temporadas | Temporadas | Temporadas |
| Ator              | Personagem         | 1 2010     | 2 2011     | 3 2012     |
| ----------------- | ------------------ | ---------- | ---------- | ---------- |
| Augusto Madeira   | Vários personagens |            |            |            |
| Josie Antello     | Vários personagens |            |            |            |
| Cândido Damm      | Vários personagens |            |            |            |
| Marcos Holanda    | Vários personagens |            |            |            |
| Miguel Nader      | Vários personagens |            |            |            |
| Cláudio Cinti     | Vários personagens |            |            |            |
| Márcio Vito       | Vários personagens |            |            |            |
| Alexandre Régis   | Vários personagens |            |            |            |
| Ana Baird         | Vários personagens |            |            |            |
| André Dale        | Vários personagens |            |            |            |
| Marcello Caridade | Seu Manoel         |            |            |            |
| Paulo Carvalho    | Seu Expedito       |            |            |            |
| Márcio Lima       | Zé Marilson        |            |            |            |
| Alice Borges      | Eduarda            |            |            |            |
| Alexandra Richter | Babi               |            |            |            |
| Antônio Fragoso   | Vários personagens |            |            |            |
| Magda Gomes       | Vários personagens |            |            |            |
| Cláudio Mendes    | Vários personagens |            |            |            |
| Márcio Ribeiro    | Seu Broncoli       |            |            |            |
| Karina Dohme      | Ritinha            |            |            |            |
| Luis Lobianco     | Vários personagens |            |            |            |
| Juliana Guimarães | Das Dores          |            |            |            |
| Patrícia Pinho    | Dona Gentileza     |            |            |            |

### Personagens
- Pedrão (Marcius Melhem) - Pedrão é o cérebro da dupla. Esperto e sempre com um "velho truque" na manga, tenta sempre se manter sério e relaxado, mas suas atitudes e trejeitos são exageradamente cômicas. Pedrão é o que possui mais sorte e, o que geralmente se dá bem ao final das situações, isso quando ele e Jorginho não terminam mal. Hiperativo, Pedrão costuma ter atitudes afeminadas e exageradas, o que sempre é ironizado por Jorginho que costuma apelida-lo de A Molecona de Nilópolis. Segundo o próprio Pedrão, todos os seus "velhos truques" foram aprendidos na Universidade de Massachusetts, Ohio, onde fez diversos cursos. Pedrão também costuma contar histórias através de flashbacks, olhando para o horizonte (para cima).

bordões
- "Siga o Mestre..."
- "Eu tenho um plano..."
- "Eu sou formado em School of Universitation Zation Massachusetts Ohio!"
- "É o velho truque de..."

- Jorginho (Leandro Hassum) - Melhor amigo e companheiro de Pedrão, com quem divide um apartamento no Edifício Golias. Azarado, Jorginho sempre embarca nos planos bolados por Pedrão, e geralmente, é quem mais saí prejudicado dos mesmos, isso quando ambos não se dão mal. Tipo bonachão e simpático, Jorginho costuma ser chorão, escandaloso e muito exagerado, muitas vezes quando está nervoso ou desesperado. Gordinho, é também constantemente ridicularizado ou ofendido pelas pessoas por conta de seu peso extra. Ele muitas vezes se irrita com os trejeitos do amigo Pedrão e costuma sempre ironiza-lo, apelidando-o de A Molecona de Nilópolis. O personagem muitas vezes costuma quebrar a quarta parede ou mencionar a equipe de roteiristas dos programa.

bordões
- "É um velho truque?"
- "Enviado do mal!"
- "Essa coisa não é de Deus não, em"
- "Essa coisa tem um pacto!"
- "É o rubro!"
- "O amornado!"
- "O que vive na escuridão, ó Pai!"
- "Se é do bem que fique, se é do mal que vá se embora!"
- "Molecona de Nilópolis"[10]

## Episódios
| Temporada | Temporada | Horário                                                     | Episódios | Exibição original    | Exibição original      | Temporada | Audiência média (em pontos) | Ranking |
| Temporada | Temporada | Horário                                                     | Episódios | Estreia da temporada | Final da temporada     | Temporada | Audiência média (em pontos) | Ranking |
| --------- | --------- | ----------------------------------------------------------- | --------- | -------------------- | ---------------------- | --------- | --------------------------- | ------- |
|           | 1         | Domingo 13:00 (4 de abril de 2010 - 26 de dezembro de 2010) | 37        | 4 de abril de 2010   | 26 de dezembro de 2010 | 2010      | N/A                         | —       |
|           | 2         | Domingo 13:15 (3 de abril de 2011 - 8 de janeiro de 2012)   | 37        | 3 de abril de 2011   | 8 de janeiro de 2012   | 2011-12   | 12,4                        | —       |
|           | 3         | Domingo 13:15 (8 de abril de 2012 - 3 de fevereiro de 2013) | 36        | 8 de abril de 2012   | 3 de fevereiro de 2013 | 2012-13   | 10,3                        | #39     |

1ª Temporada
A primeira temporada começou a ser exibida em 4 de abril de 2010, e contou com 37 episódios. O final da temporada foi exibido em 26 de dezembro de 2010.
2ª Temporada
A segunda temporada começou a ser exibida em 3 de abril de 2011, contando com 37 episódios. Foi encerrado em 8 de janeiro de 2012. Alexandra Richter integrou o elenco para a temporada. Para a temporada, foi construída uma cidade cenográfica e um edifício, intitulado de "Edifício Golias", uma clara homenagem ao humorista Ronald Golias.
Estrelas convidadas incluem Rogéria, Thiago Lacerda e Leo Jaime

3ª Temporada
A Rede Globo estreou a terceira temporada em 8 de abril de 2012. Para a temporada, a Rede Globo construiu novos cenários e chamou novos atores e atrizes. A atriz Pâmela Côto agora interpretá diferentes tipos de personagens ao longo do ano; o comediante paulista Márcio Ribeiro fará Andrea Broncoli, um italiano mal-humorado que é dono do Supermercadinho do Broncoli; Juliana Guimarães é Das Dores, empregada doméstica dos protagonistas, e também entram no programa Karina Dohme, Antônio Fragoso e Ícaro Silva. Para a temporada, a abertura e a logomarca do programa foram modificadas.
Em 24 de setembro de 2012, Leandro Hassum confirmou uma quarta temporada para outubro de 2013, porém ela foi cancelada.

## Repercussão

### Audiência
Pela alta audiência alcançada pelo especial "Os Caras de Pau", a Rede Globo lançou o programa na grade de domingo, que anteriormente, não alcançava altos índices de audiência. O primeiro episódio da série, apresentaria índices de audiência satisfatórios, 10 pontos, considerando a medição da cidade de São Paulo.
No decorrer da primeira temporada, a série manteve boa audiência, obtendo resultados entre 9 e 15 pontos, agradando assim a Rede Globo, que renovou a série para uma segunda temporada. A audiência, no entanto, continuou alta, o que satisfez a emissora carioca, que renovou o programa para uma terceira temporada.
A série é bem avaliada pela direção da Rede Globo. Segundo os diretores, o "humorístico é como uma proposta moderna para os clássicos programas de humor com personagens e situações."

## Reprise
Em 25 de abril de 2015, foi anunciado uma reprise da série, exibida dentro da Sessão Comédia, aos sábados, às 14h00, após uma mudança de horários promovida pela emissora. Assim, a sessão de filmes Cine Fã-Clube deixaria de ser exibida. A série foi reexibida até 29 de abril de 2017, quando foi substituída por Sai de Baixo. Em 2019, a série passou a ser reprisada no Canal Viva.

## Filme
Em 25 de dezembro de 2014, foi lançado a comédia de ação Os Caras de Pau em O Misterioso Roubo do Anel, estrelada pelos personagens Pedrão e Jorginho.
Dirigido por Felipe Joffily, com produção de Bruno Mazzeo, o elenco do filme contava com Christine Fernandes, André Mattos e Ricardo Pereira, além de vários atores que participaram da série.

## Prêmios e indicações
| Ano  | Prêmio                       | Categoria                                                       | Indicação para                                | Resultado | Ref.          |
| ---- | ---------------------------- | --------------------------------------------------------------- | --------------------------------------------- | --------- | ------------- |
| 2010 | Prêmio Extra de TV           | Melhor humorístico                                              | Os Caras de Pau                               | Venceu    | [ 32 ]        |
| 2010 | Prêmio Arte Qualidade Brasil | Melhor programa humorístico Melhor ator de programa humorístico | Os Caras de Pau Marcius Melhem Leandro Hassum | Indicado  | [ 33 ]        |
| 2010 | Meus Prêmios Nick            | Humorista Favorito                                              | Marcius Melhem                                | Venceu    | [ 34 ]        |
| 2011 | Meus Prêmios Nick            | Humorista Favorito                                              | Leandro Hassum                                | Venceu    | [ 35 ]        |
| 2011 | Prêmio Extra de TV           | Melhor humorístico                                              | Os Caras de Pau                               | Indicado  | [ 36 ]        |
| 2011 | Montreux Comedy Awards       | Melhor comédia de situação                                      | Os Caras de Pau                               | Venceu    | [ 37 ] [ 38 ] |
| 2012 | Melhores do Ano              | Comédia                                                         | Marcius Melhem e Leandro Hassum               | Indicado  | [ 39 ]        |
| 2013 | Melhores do Ano              | Comédia                                                         | Leandro Hassum                                | Indicado  | [ 40 ]        |